# Fazenda Campo Alegre
A fazenda Campo Alegre foi fundada no início do século XVIII e localizada no município de Valença, no estado do Rio de Janeiro.

## Histórico
Sua fundação remete ao século XVIII, durante o século XIX, foi concedida em forma de sesmaria no dia 23 de dezembro de 1806 para Alferes Alexandre Manoel de Lemos que depois foi passado para Joaquim José dos Santos, proprietário da fazenda Chacrinha produtora de Cana-de-açúcar, aguardente e outros gêneros de subsistência da região. 
As terras, incluindo a fazenda Chacrinha foram vendidas na década de 1850 para Manoel Pereira de Souza Barros que se dedicou à produção de café, chegando a possuir 150 mil pés de café e 182 escravos na fazenda Campo Alegre e 140 mil pés de café e 49 escravos na Chacrinha, o que lhe rendeu uma fortuna de 399:850$000 réis, de acordo com seu inventário. Nesta época, a Fazenda Campo Alegre passa a ser utilizada como residência principal da família, ficando a Fazenda Chacrinha como uma fazenda reserva. Enquanto a Fazenda Campo Alegre era destinada ao cultivo de café, a Fazenda Chacrinha foi usada para a plantação de milho, cana de açúcar e produção de aguardente para venda.
Depois da morte do pai, Manoel Pereira de Souza Barros Filho herdou a fazenda nos anos 1860, ele foi o responsável por comprar três fazendas vizinhas da propriedade, as fazendas Santa Cruz, Retiro e Nazareth. Para escoar toda a produção de suas fazendas, Manoel Souza Barros Filho ajudou a  Fundação da Cia Estrada de Ferro União Valenciana, que construiu a estação de Souza Barros, depois mudado o nome para Chacrinha, na área desta fazenda. 
Por causa da grande riqueza decorrente do café, o casarão possuía muitos luxos para a época, como iluminação a gás, linha telefônica, sala de jantar com 44 lugares, sala de bilhar, piano, capela e casa de banho.
Com a perda de capital com a abolição da escravatura e também com a partilha de bens do divórcio, as fazendas Campo Alegre e Retiro precisaram ser hipotecadas juntamente com alguns imóveis no Rio de Janeiro pela família para pagar uma dívida de 500 contos de réis, fazendo com que todas as suas propriedades fossem para leilão um ano após a morte de Manoel Pereira de Souza Barros Filho em 1891.

## Estrutura
A Fazenda Campo Alegre possuía uma complexidade em sua estrutura que pode ser vista em foto de Marc Ferrez, tirada em 1883. Esta estrutura fazendária era composta de:
- Mata original para proteger o fluxo de água que movia o engenho de serra
- Área com esgotamento das terras após plantio excessivo de café, onde só tinha pasto
- Serraria, carpintaria, engenho de serra com roda d'água , baias para cavalos de corrida e casa para cocheiros
- Paiol bem antigo com engenho de mandioca e curral para porcos
- Casa sede
- Senzala voltada para o terreiro de café e com acesso para a casa de morada
- Outras senzalas na parte baixa
- Horta seguida de pomar nos fundos das senzalas
- Paiol de feijão seguido de ceva de porcos / tulhas para café
- Garagem para bondes
- Engenho de beneficiamento de café
- Hospital para os escravos, próximo ao engenho  e casa sede
- Terreiro de secagem de café
- Área de plantação do café

## Escravidão
Em grandes fazendas era comum os escravos criarem vínculos de solidariedade e também formarem famílias. Dos 182 escravos da Fazenda Campo Alegre, existiam em torno de trinta núcleos familiares em 1872. Eram núcleos diversificados, pais viúvos com filhos e netos, casais com e sem filhos, mulheres solteiras com ou sem prole, mas estas uniões permitiam um vínculo de união em uma vida tão precária em cativeiro. Estrutura similar era encontrada na Fazenda Chacrinha.
Por parte do senhorio, estes relacionamentos eram incentivados e aumentou após o fim do tráfico de escravos africanos, além da inclusão de permissões para cultivar a roça própria pelos escravos. Estas ações tinham como objetivo evitar as revoltas nas senzalas, assim como também serviu como uma forma de controle social  e para diminuir os custos da manutenção da escravaria. Nas fazendas do Barão de Vista Alegre foi até introduzida um tipo de moeda interna, uma espécie de vale, como forma de incentivar a produção. Estes vales que traziam o nome da fazenda e o valor, podiam ser trocados por produtos das vendas da fazenda ou convertidos em dinheiro.
Manoel Pereira de Souza Barros, o proprietário da Fazenda Campo Alegre, também instalou uma escola para ingênuos, os filhos de escravos nascidos após o Ventre Livre.